# Central Español
Central Español Fútbol Club – urugwajski klub piłkarski założony 5 stycznia 1905, z siedzibą w mieście Montevideo.

## Historia
Klub założony został 5 stycznia 1905 pod nazwą Central. Central, razem z klubem CA Peñarol, założył w 1923 drugą urugwajską federację piłkarską FUF (Federación Uruguaya de Foot-ball) po tym, jak oba kluby zostały wydalone z AUF (Asociación Uruguaya de Foot-ball). FUF organizowała równoległe mistrzostwa Urugwaju - stąd w latach 1923 i 1924 Urugwaj miał dwóch mistrzów kraju. Federacja powołała również swój własny narodowy zespół Urugwaju (równolegle do powołanej przez AUF reprezentacji Urugwaju). Bazowała ona głównie na zawodnikach obu klubach założycielskich - CA Peñarolu i Centralu, oraz rozegrała kilka meczów międzynarodowych. Po 3 latach rozdwojenia w futbolu urugwajskim zainterweniował rząd, wskutek czego nowa federacja została rozwiązana i oba kluby wróciły do AUF.
W 1972 klub zmienił nazwę na obecnie stosowaną Central Español.

### Piłkarze
- Alfredo Balmelli
- Juan Delgado
- Nicolás Falero
- William Martínez
- Ricardo Medina
- Eduardo Pereira
- Luis Rijo
- César Vega

## Osiągnięcia
- Mistrz Urugwaju: 1984
- Mistrz drugiej ligi urugwajskiej: 1961, 1983